# 鵜来型海防艦
鵜来型海防艦（うくるがたかいぼうかん）は、大日本帝国海軍が太平洋戦争において運用した海防艦。主に船団護衛に用いられた。基本計画番号はE20b。計画時は乙型に区分されたが、丙型海防艦・丁型海防艦の建造決定後は区分が甲型に変更された。1944年（昭和19年）から1945年（昭和20年）にかけて同型艦20隻が就役している。
戦後、ネームシップ以下4隻が従来の艦名に丸を付けた定点観測船を経て、1954年から海上保安庁のおじか型巡視船として再就役した。

## 概要
日本海軍は、択捉型海防艦以降、対潜・対空性能および量産性を重視した海防艦を建造しようとしていたが、御蔵型海防艦は、戦時急造を要する護衛艦としてはまだ工数が多く量産性に欠けるものであった。そのため、各所の構造を大幅に簡易化し、曲線部分を平面化した設計を行ったものが、本型である。大胆な簡略設計により、御蔵型と外形寸法や武装はほぼ同じであるものの、工数は約5万7千から約3万へと大幅に減少し、平均建造期間も9ヶ月から4ヶ月へと短縮された。本型のうち、日立造船に割り当てられた艦に対しては日振型海防艦として建造することになったため、日振型とほぼ同型の艦となっている。日振型との差異は、単艦式大型掃海具を装備せず、三式爆雷投射機を片舷8基（計16基）搭載し、投下軌条2基と合わせて対潜攻撃能力が大幅に向上していることにある。総合的にみて、日本海軍が大戦中に建造した海防艦のうち、生産性、攻撃力など、もっともバランスのとれた艦であり、就役した海防艦中、喪失率の低かった艦級でもある。
艦政本部4部の遠山光一海軍技術中佐（後の日本鋼管副社長）指揮の下、当初、日本鋼管、浦賀船渠が中心となって建造にあたった。のちに日本鋼管が丙型海防艦の増産対応に移ったため、残りの建造計画は、三井造船と佐世保海軍工廠が担当した。ネームシップの鵜来は、遠山中佐と魚住順治海軍少佐（艦政本部5部員、後に海上自衛隊海将、日本鋼管顧問）、日本鋼管鶴見造船所技師の石井利雄海軍中尉が、艦政本部の設計図をもとに量産化に向けて一層の工数削減を試みながら、艦の性能を低下させないよう苦心して建造された。日本初のブロック工法により建造された艦艇であり、現代の造船手法の先駆的な功績を残した艦といえる。本艦級のプロトタイプは、艦政本部と日本鋼管の技師たちがとくに力を入れて建造にあたり、日本鋼管で建造された鵜来以下4隻は、奇跡的に大戦を生き抜いている（うち二番艦沖縄1隻のみ大破着底ののち、終戦後解体）。
前甲板に12センチ高角砲の単装砲塔を備え、後部甲板に防盾なしの12センチ連装高角砲を備えている。

## 予算・建造
マル急計画で第310号艦型（択捉型）として建造予定だった艦のうち、1942年2月14日の海防艦乙型（基本計画番号E20）の設計完了により未起工艦16隻が海防艦乙型（仮称艦名第322号艦型）として建造が決定されたが、1943年7月5日、未起工艦で設計変更が間に合った8隻は基本計画番号E20bに従って建造されることになった。このうち日立造船割り当て分3隻を除く5隻が本型として建造されることになった。
ミッドウェー海戦後の改⑤計画で34隻が計画され、うち日立造船割り当て分19隻を除く15隻が本型として建造されることになったが、うち7隻は戦局悪化のため全て建造取り止めとなった他、2隻は終戦に伴い建造中止となった。
1944年（昭和19年）のマル戦計画で21隻が計画されたが、うち12隻は戦局悪化のため全て建造取り止めとなった。

## 同型艦
- 鵜来（うくる） - 「第332号艦」、1944年（昭和19年）6月5日竣工（日本鋼管鶴見造船所）。ネームシップ。連合艦隊が泊地や演習に利用していた高知県宿毛湾の鵜来島の名から命名された。日本海で行動中に終戦を迎える。掃海艦、1947年（昭和22年）11月1日より定点気象観測船任務の後、1954年（昭和29年）1月1日付で海上保安庁に所管替えとなり[注釈 2]、巡視船さつまとなる。1965年（昭和40年）解役。
- 沖縄（おきなわ） - 「第335号艦」、1944年（昭和19年）8月16日竣工（日本鋼管鶴見造船所）。1945年（昭和20年）6月19日、富山湾沖にて僚艦4隻と共にアメリカ潜水艦「ボーンフィッシュ」を撃沈。7月30日、舞鶴にてイギリス太平洋艦隊のイラストリアス級航空母艦[注釈 3]、もしくはアメリカ空母機動部隊から飛来した艦上機の空襲を受け大破着底[注釈 4]。後に解体。
- 奄美（あまみ） - 「第336号艦」、1945年（昭和20年）4月8日竣工（日本鋼管鶴見造船所）。終戦時残存。復員輸送任務の後、イギリスへ賠償艦として引渡し。
- 粟国（あぐに） - 「第337号艦」、1944年（昭和19年）12月2日竣工（日本鋼管鶴見造船所）。釜山にて終戦。
- 新南（しんなん） - 「第338号艦」、1944年（昭和19年）10月21日竣工（浦賀船渠）。佐世保にて終戦を迎えた。掃海艦、磁気掃海隊の母艦、定点気象観測船任務の後、海上保安庁巡視船つがるとなる。1966年（昭和41年）8月3日解役。その後、深田サルベージに売却され、1967～1971年春までインドネシアの石油開発公団が被曳倉庫兼宿泊船として使用。要務終了帰国後、1971年（昭和46年）秋に江田島の深田サルベージ作業場において解体された[3]。
- 屋久（やく） - 「第5251号艦」、1944年（昭和19年）10月23日竣工（浦賀船渠）。1945年（昭和20年）2月23日、南号作戦でヒ88H船団護衛中、米潜水艦「ハンマーヘッド」の雷撃により沈没した。
- 竹生（ちくぶ） - 「第5253号艦」、1944年（昭和19年）12月31日竣工（浦賀船渠）。終戦時残存。掃海艦、定点気象観測船任務の後、海上保安庁巡視船あつみとなる。1962年（昭和37年）解役。
- 神津（こうづ） - 「第5255号艦」、1945年（昭和20年）2月7日竣工（浦賀船渠）。終戦時残存。ソ連へ賠償艦として引渡し。1969年除籍解体。
- 保高（ほたか） - 「第5256号艦」、1945年（昭和20年）3月30日竣工（浦賀船渠）。終戦時残存。アメリカへ賠償艦として引渡し。1948年（昭和23年）、日本にて解体。
- 伊唐（いから） - 「第5258号艦」、1945年（昭和20年）3月24日竣工（浦賀船渠）。終戦時残存。復員輸送任務の後、解体。船体は秋田県秋田港防波堤となるが、1975年（昭和50年）、港の外港展開とともに取り除かれた。
- 生野（いきの[4]） - 「第5260号艦」、1945年（昭和20年）7月17日竣工（浦賀船渠）。終戦時残存。復員輸送任務の後、ソ連へ賠償艦として引渡し。
- 稲木（いなぎ） - 「第4701号艦」、1944年（昭和19年）12月16日竣工（三井玉野造船所）。1945年（昭和20年）8月9日、八戸にて空母「ランドルフ」と「エセックス」から飛来した艦上機（F6F、SB2C）の空襲を受けて沈没した[5][6]。
- 羽節（はぶし） - 「第4702号艦」、1945年（昭和20年）1月10日竣工（三井玉野造船所）。終戦時残存。復員輸送任務の後、アメリカへ賠償艦として引渡し。
- 男鹿（をじか[7]） - 「第4703号艦」、1945年（昭和20年）2月21日竣工（三井玉野造船所）。1945年（昭和20年）5月2日、アメリカ潜水艦「スプリンガー」の雷撃により沈没した。
- 金輪（かなわ） - 「第4704号艦」、1945年（昭和20年）3月15日竣工（三井玉野造船所）。終戦時残存。復員輸送任務の後、イギリスへ賠償艦として引渡し、1947年（昭和22年）解体。
- 宇久（うく） - 「第4705号艦」、1944年（昭和19年）12月30日竣工（佐世保海軍工廠）。終戦時残存。復員輸送任務の後、アメリカへ賠償艦として引渡し、1947年（昭和22年）解体。
- 高根（たかね） - 「第4707号艦」、1945年（昭和20年）4月26日竣工（三井玉野造船所）。終戦時残存。その後、1947年（昭和22年）解体。
- 久賀（くが） - 「第4709号艦」、1945年（昭和20年）1月25日竣工（佐世保海軍工廠）。舞鶴にて終戦。その後、1948年（昭和23年）解体。
- 志賀（しが） - 「第4711号艦」、1945年（昭和20年）3月20日竣工（佐世保海軍工廠）。終戦時残存。掃海艦、定点気象観測船任務の後、海上保安庁巡視船こじまとなる。海上保安大学校練習船として運用された後に、1965年（昭和40年）岸壁に係留された状態で千葉市の海洋公民館となり、周囲が埋め立てられてからも公民館施設として利用されたが、1998年（平成10年）解体。
- 伊王（いおう） - 「第4712号艦」、1945年（昭和20年）3月24日竣工（佐世保海軍工廠）。終戦時残存。復員輸送任務の後、1948年（昭和23年）解体。

未成艦(建造中止)
- 蔚美（うるみ） - 「第5261号艦」、1945年（昭和20年）5月26日進水（浦賀船渠）。同年8月17日工事中止、工程90 %。その後解体。
- 室津（むろつ） - 「第5263号艦」、1945年（昭和20年）6月15日進水（浦賀船渠）。同年8月17日工事中止、工程92 %。1948年6月から10月に解体。

建造取りやめ
改⑤計画艦については七発、鹿久居等日振型11隻も併せて表示する。
- 能登（のと） - 「第4706号艦」、石川県七尾湾の能登島から。
- 高見（たかみ） - 「第4708号艦」、香川県の高見島から。
- 舳倉（へくら） - 「第4710号艦」、石川県の舳倉島から。
- 稲積（いなつみ） - 「第4713号艦」、和歌山県周参見湾の稲積島から。
- 蒲苅（かまり） - 「第4714号艦」、広島県の蒲刈群島から。
- 苅藻（かりも） - 「第4715号艦」、和歌山県の刈藻島から。
- 千束（ちづか） - 「第4716号艦」、熊本県の千束蔵々島（現在は維和島と称す）から
- 大槌（おづち） - 「第4717号艦」、岡山県と香川県にまたがる大槌島から。
- 鞍掛（くらかけ） - 「第4718号艦」、兵庫県の鞍掛島から。
- 宮戸（みやと） - 「第4719号艦」、宮城県の宮戸島から。
- 坂手（さかて） - 「第4720号艦」、三重県伊勢湾の坂手島から。
- 水ノ子（みずのこ） - 「第4721号艦」、大分県の水ノ子島から。
- 蓋井（ふたおい） - 「第5267号艦」、山口県の蓋井島から。
- 七発（しちはつ） - 「第5268号艦」、朝鮮西岸にある羅州群島を構成する七発島から。
- 大振（おぶり） - 「第5269号艦」、兵庫県の大振島から。
- 鹿久居（かくい） - 「第5270号艦」、岡山県の鹿久居島から。
- 津久見（つくみ） - 「第5271号艦」、大分県の津久見島から。
- 佐波留（さばる） - 「第5272号艦」、三重県の佐波留島から。
- 古志岐（こしき） - 「第5273号艦」、長崎県の古志岐島から。
- 津久賀（つくが） - 「第5274号艦」、広島県の津久賀島から。
- 津多羅（つたら） - 「第5275号艦」、長崎県の津多羅島から。
- 水無瀬（みなせ） - 「第5276号艦」、山口県の大水無瀬島・小水無瀬島から。
- 津久根（つくね） - 「第5277号艦」、広島県の津久根島から。
- 津々木（つづき） - 「第5278号艦」、広島県の津々木島から。
- 諏訪瀬（すわせ） - 「第5279号艦」、鹿児島県の諏訪之瀬島から。
- 恵比寿（えびす） - 「第5280号艦」、宮城県の恵比寿島から。
- 阿頼戸（あらいど） - 「第5281号艦」、千島列島の阿頼度島から。
- 与那国（よなぐに） - 「第5282号艦」、沖縄県の与那国島から。
- 神子元（みこもと） - 「第5283号艦」、静岡県の神子元島から。
- 小笠原（おがさわら） - 「第5284号艦」、東京都の小笠原諸島から。